# Ultra (decryptie)
Ultra (soms in hoofdletters: ULTRA) was de naam die tijdens de Tweede Wereldoorlog door de Britten werd gebruikt voor informatie die afkomstig was van decryptie van onderschepte communicatie van de Duitse troepen. Uiteindelijk werd het de standaardterm in Groot-Brittannië en de Verenigde Staten voor alle informatie afkomstig uit decryptie. De naam Ultra werd gebruikt omdat het codebrekend succes van hoger belang werd geacht dan topgeheim, destijds de hoogste veiligheidsclassificatie.
De uit decryptie afkomstige informatie werd geleverd door de Britse ontcijferingsdienst de Government Code and Cypher School (GC&CS), gevestigd in Bletchley Park, welke plaats tegenwoordig is opgegaan in de new town Milton Keynes. Veel van het Duitse cijferverkeer werd gecodeerd op de Enigma (codeermachine), vandaar dat de term "ultra" vaak wordt gebruikt als synoniem voor "Enigma-decryptie". Echter in termen van informatiewaarde was de decryptie van de Lorenz SZ 40/42 machine belangrijker.
F.W. Winterbotham citeert in zijn boek Uiterst geheim (1974), de westelijke opperbevelhebber Dwight D. Eisenhower, die aan het eind van de oorlog Ultra beschrijft als "beslissend" voor de overwinning van de geallieerden in de Tweede Wereldoorlog. 

## Verspreiding van de inlichtingen
De distributie van Ultra-informatie aan de geallieerde bevelhebbers en eenheden hield een groot risico in voor ontdekking door de Duitsers. De geheime dienst MI6 was verantwoordelijk voor de verspreiding van Ultra-informatie aan plaatselijke bevelhebbers. MI6 werkte hiervoor met Speciale Eenheden van Informatievoorziening (Special Liaison Unit, SLU), die werden geplaatst bij belangrijke onderdelen van leger en luchtmacht. De activiteiten werden namens MI6 georganiseerd door Kapitein Frederick William Winterbotham. De SLU verstrekte informatie, mededelingen en cryptografische elementen. Een SLU stond onder leiding van een speciale Ambtenaar van de informatievoorziening. De belangrijkste functie van deze ambtenaar was het leveren van Ultra-informatiebulletins aan een bevelhebber of zijn plaatsvervanger. Standaardprocedure daarbij voor de Ambtenaar van informatievoorziening was om de informatie aan de ontvanger te overhandigen, aanwezig te blijven terwijl deze die bestudeerde en vervolgens de informatie te vernietigen. 
Vaste SLU's waren aanwezig op de Britse Admiraliteit, het Britse Ministerie van Oorlog en het hoofdkwartier van de luchtmacht (RAF). Deze eenheden hadden permanente telexverbindingen met Bletchley Park. Mobiele SLU's werd geplaatst bij het leger te velde. Deze eenheden waren sterk afhankelijk van over de radio verzonden mededelingen voor de ontvangst van informatie.